# Inbreeding the Anthropophagi
Inbreeding the Anthropophagi è il secondo album in studio del gruppo musicale brutal death metal Deeds of Flesh, pubblicato nel marzo del 1998.

## Tracce
1. End of All – 1:21
2. Feeding Time – 4:24
3. Inbreeding the Anthropophagi – 4:46
4. Infecting Them with Falsehood – 4:54
5. Canvas of Flesh – 3:04
6. Ritual of Battle – 3:35
7. Fly Shrine – 4:12
8. Gradually Melted – 4:21

## Formazione
- Erik Lindmark  - voce, chitarra
- Jacoby Kingston - basso, voce
- Brad Palmer - batteria